# Альенде (Коауила)
Алье́нде (исп. Allende) — город в Мексике, штат Коауила, входит в состав одноимённого муниципалитета и является его административным центром. Численность населения, по данным переписи 2020 года, составила 21 376 человек.

## Общие сведения
Поселение было основано на основании указа губернатора штата Коауила-и-Техас (исп. Coahuila y Texas) от 16 марта 1826 года, под названием Сан-Хуан-де-Мата. 26 июля 1826 года Хосе Франсиско Мадеро провёл межевание и разметку для строительства домов и улиц.
В 1827 году поселению был присвоен статус вилья, а в 1832 году она была переименована в Альенде, в честь национального героя, одного из лидеров в войне за независимость — Игнасио Альенде. 23 июня 1923 года поселению был присвоен статус города.
В марте 2011 года произошла Резня в Альенде, в результате которой погибли 300 человек.

## Фотографии
- Церковь, построенная в XIX веке
- Стела на въезде